# قانون جمع لرش–نیوبرگر
قانون جمع لرش-نیوبرگر، توسط نیوبرگر در سال ۱۹۸۲ کشف شد. این قانون حاصل‌جمع دسته‌ای از سریهای نامحدودی که شامل توابع بسل {\displaystyle J_{\alpha }} از نوع اول می‌شوند را پیدا می‌کند. اگر {\displaystyle \mu } یک عدد مختلط و غیر صحیح باشد، {\displaystyle \scriptstyle \gamma \in (0,1]} و {\displaystyle Re(\alpha +\beta )>-1} آنگاه:
{\displaystyle \sum _{n=-\infty }^{\infty }{\frac {(-1)^{n}J_{\alpha -\gamma n}(z)J_{\beta +\gamma n}(z)}{n+\mu }}={\frac {\pi }{\sin \mu \pi }}J_{\alpha +\gamma \mu }(z)J_{\beta -\gamma \mu }(z)}